# تات‌لی (ساموخ)
تات‌لی (به لاتین: Tatlı) یک منطقه مسکونی در جمهوری آذربایجان است که در شهرستان ساموخ واقع شده است. تات‌لی ۹۲۶ نفر جمعیت دارد.